# Ambon, Morbihan
Ambon (Ambon trong tiếng Bretagne) là một xã ở tỉnh Morbihan trong vùng Bretagne tây bắc Pháp. Xã này có diện tích 38,04 km², dân số năm 1999 là 1255 người. Khu vực này có độ cao từ 0-57 mét trên mực nước biển.
Cư dân của Ambon danh xưng trong tiếng Pháp là Ambonnais.